# Kathleen Quinlan
Kathleen Denise Quinlan (Pasadena, California; 19 de noviembre de 1954) es una actriz estadounidense, nominada en una ocasión al premio Óscar.

## Biografía
Quinlan nació en Pasadena (California), hija de Robert Quinlan, director de televisión, y de Josephine (Zachry), militar en la reserva. Kathleen creció en el pueblo californiano de Mill Valley, donde acudió al Tamalpais High School y donde comenzó su carrera de interpretación. Se casó en 1994 con Bruce Abbott, también actor, relación de la cual nacieron dos hijos.

### Carrera
Quinlan debutó en la obra American Graffiti, de George Lucas, a la edad de 19 años (aunque trabajó en una obra anterior, de 1972, One is a Lonely Number, pero no apareció en los créditos). A partir de ahí, ha intervenido en casi 50 películas. A pesar de todo, sus interpretaciones más notables son: como Deborah, una esquizofrénica, en Nunca te prometí un jardín de rosas, y como Marilyn Lovell, en Apolo 13, papel por el que consiguió una nominación a los Óscar, en 1995. También es recordada por su interpretación de la amante pagana Patricia Kennealy-Morrison, en la obra The Doors, de Oliver Stone. Sus más recientes trabajos incluyen capítulos de la serie de televisión House, y en la película del 2007, Breach. Especial mención merece, dentro de la pequeña pantalla, su participación en la serie Leyes de familia, en la que interpretó a una abogada especializada en crisis matrimoniales.[cita requerida]

## Filmografía
- Una mujer sin amor (One Is a Lonely Number) (1972), de Mel Stuart.
- American Graffiti (1973), de George Lucas.
- Can Ellen Be Saved?(1974), de Harvey Hart.
- Lucas Tanner (1974), de Richard Donner.
- ¿Dónde está todo el mundo? (Where Have All the People Gone) (1974), de John Llewellyn Moxey.
- The Missing Are Deadly (1975), de Don McDougall.
- The Abduction of Saint Anne (1975), de Harry Falk.
- The Turning Point of Jim Malloy, de Frank D. Gilroy.
- Lifeguard (1976), de Daniel Petrie.
- Little Ladies of the Night (1977), de Marvin J. Chomsky.
- Aeropuerto '77 (Airport '77) (1977), de Jerry Jameson.
- Nunca te prometí un jardín de rosas (I Never Promised You a Rose Garden) (1977), basada en el libro de Joanne Greenber.
- Nightmare in Blood (1978), de John Stanley.
- Más allá del amor (The Runner Stumbles) (1979), de Stanley Kramer.
- The Promise (1979), de Gilbert Cates.
- Sunday Lovers (1980), de Bryan Forbes y Edouard Molinaro.
- She's in the Army Now (1981), de Hy Averback.
- Hanky Panky (1982), de Sidney Poitier.
- Independence Day (1983), de Robert Mandel.
- En los límites de la realidad: La película (Twilight Zone: The Movie) (1983), de Joe Dante, John Landis, George Miller y Steven Spielberg.
- The Last Winter (1984), de Riki Shelach Nissimoff.
- When She Says No (1984), de Paul Aaron.
- Vértigo mortal (Blackout) (1985), de Douglas Hickox.
- Señal de alarma (Warning Sign, 1985), de Hal Barwood.
- Children of the Night (1985), de Robert Markowitz.
- Man Outside (1986), de Mark Stouffer.
- Salvaje kid (Wild Thing) (1987), de Max Reid.
- Dreams Lost, Dreams Found (1987), de Willi Patterson.
- Sunset (Sunset) (1988), de Blake Edwards.
- El corazón de Clara (Clara's Heart) (1988), de Robert Mulligan.
- Trapped (1989), de Fred Walton.
- The Operation (1990), de Thomas J. Wright.
- The Doors (1991), de Oliver Stone.
- Strays (1991), de John McPherson.
- An American Story (1992), de John Gray.
- Niños robados (1993), de Eric Laneuville.
- Last Light (1993), de Kiefer Sutherland.
- Traición al jurado (Trial By Jury) (1994), de Heywood Gould.
- Apolo 13 (Apollo 13), de Ron Howard.
- Perfect Alibi (1995), de Kevin Meyer.
- In the Lake of the Woods (1996), de Carl Schenkel.
- Zeus and Roxanne (1997), de George Miller.
- Breakdown (1997), de Jonathan Mostow.
- Horizonte final (Event Horizon ) (1997), de Paul W. S. Anderson.
- Inocencia rebelde (Lawn Dogs) (1997), de John Duigan.
- Mi gigante (My Giant) (1998), de Michael Lehmann.
- Acción civil (A Civil Action) (1998), de Steven Zaillian.
- Too Rich: The Secret Life of Doris Duke (1999), de John Erman.
- The Battle of Shaker Heights (2003), de Efram Potelle y Kyle Rankin.
- Blessings (2003), de Arvin Brown.
- Romance perfecto (Perfect Romance) (2004), de Douglas Barr.
- El asesino de Greenriver (The Riverman) (2004), de Bill Eagles.
- El Padrino (2004), de Damian Chapa.
- La muerte no miente (The Dead Will Tell) (2004), de Stephen T. Kay.
- Las colinas tienen ojos (The Hills Have Eyes) (2006), de Alexandre Aja.
- Un enemigo en casa (Breach) (2007), de Billy Ray.
- Prison Break (Fourth Season) (2008), de Paul Scheuring.
- Made of Honor (2008)
- Glee (un episodio: «Born This Way», 2011)

## Premios y distinciones
Premios Óscar
| Año  | Categoría                          | Película | Resultado |
| ---- | ---------------------------------- | -------- | --------- |
| 1996 | Óscar a la Mejor actriz de reparto | Apolo 13 | Nominada  |